# Dołna Gradesznica
Dołna Gradesznica (bułg. Долна Градешница) – wieś w południowo-zachodniej Bułgarii, w obwodzie Błagojewgrad, w gminie Kresna. Według danych Narodowego Instytutu Statystycznego, 31 grudnia 2011 roku wieś liczyła 734 mieszkańców.

## Położenie
Miejscowość znajduje się w dolinie Strumy. W rejonie wsi występują źródła termalne.